# Радивоје Кривокапић
Радивоје Кривокапић (Сента, 11. септембар 1953 — Сента, 12. новембар 2024) био је југословенски и српски рукометаш.

## Каријера
Рођен је 11. септембра 1953. године у Сенти. Професионалну каријеру започео је у РК Сенти 1966. године. Наставио је 1972. године у РК Потисју из Аде. Затим је у сезони 1972/73. играо у београдском Партизану. У сезони 1973/74. враћа се у Потисје с којим улази у Прву лигу Југославије. Исте сезоне прелази у Колинску Слован из Љубљане, где је имао највеће успехе у клупској каријери. Освојио је титулу првака Југославије 1980. године. Два пута је био најбољи стрелац и играч првенства 1974/75. са 227 голова и 1978/79. са 317 постигнутих голова. Играчку каријеру је завршио у Шпанији.
Од 1972. до 1974. године је играо за омладинску репрезентацију Југославије, а од 1974. био је стандардни члан сениорске рукометне репрезентације Југославије. Дебитовао је на Светском купу 1974. у Шведској, а као члан репрезентације освајао је златне медаље на Медитеранским играма у Алжиру 1975. и Сплиту 1979. године. Био је учесник на Летњим олимпијским играма 1976. године у Монтреалу (5 место).
Са репрезентацијом Југославије освојио је сребрну медаљу на Светском првенству у рукомету 1982. године у Западној Немачкој. Укупно је имао 94 наступа у дресу са државним грбом.
Био је играч изванредних физичких способности и један од играча са најјачим шутом у своје време. Добитник је националног признања за изузетан допринос афирмацији и развоју спорта, на основу Уредбе Владе Републике Србије из 2007. године.

## Успеси
Југославија
- медаље
- сребро Светско првенство 1982. Западна Немачка.
- злато Медитеранске игре 1975. у Алжиру и 1979. у Сплиту.

Слован Колинска Љубљана
- Првенство Југославије 1980.